# Norberto Fuentes
Norberto Fuentes (La Habana, 2 de marzo de 1943) es un escritor y periodista cubano. 

## Biografía
Fuentes obtuvo una licenciatura en Literatura Hispanoamericana en la Universidad de La Habana. Trabajó en los periódicos Hoy y Granma, y en las publicaciones Mella y Cuba (luego llamada Cuba Internacional). 

### Condenados de Condado
Se dio a conocer con su libro de cuentos Condenados de Condado, que ganó, en 1968 el Premio Casa de las Américas. Sin embargo, por este trabajo —que aborda la lucha contra las guerrillas anticastristas del Escambray— fue condenado al ostracismo, donde permaneció por 15 años. Fuentes explica, en el prefacio de una edición de 2000 de Condenados, que Fidel Castro, tras terminar de leer el libro, lanzó el ejemplar contra la pared con tanta fuerza que lo dejó desencuadernado.

Mis desgracias, pues, apenas comenzaban. Eso ocurrió en junio de 1968, con el delgado volumen recién publicado. Fidel se había interesado en él porque ya existían comentarios en el ejército respecto a las libertades que me había permitido –mis inalterables faltas de respeto- y porque la madre del comandante Manuel Fajardo, Pity –que fuera el primer jefe de operaciones del Escambray y que tuviera la suerte de caer en una emboscada de la propia fuerza y que fuego amigo le cociera a plomazos la espalda-, le pidió, en un trance de histeria y sollozos, que me fusilara.
Norberto Fuentes

### Caso Padilla
En 1971 fue uno de los protagonistas del Caso Padilla, al ser acusado, junto con otros escritores, el 29 de abril por su amigo Heberto Padilla —que había pasado 37 días detenido por "actividades subversivas"— durante su autocrítica pública en una reunión de la oficialidad castrista celebrada en la sede de la Unión de Escritores y Artistas de Cuba. Fuentes fue el único que no se autoinculpó y, al tomar la palabra aquella noche, dijo:
"Yo soy un revolucionario. (...) Heberto dijo que todas las personas que él había mencionado habían tenido actitudes contrarrevolucionarias. Heberto, yo no he tenido actitudes contrarrevolucionarias".

### Acercamiento al poder
A mediados de la década de 1970 y durante siete años, Fuentes se abocó a la tarea de escribir Hemingway en Cuba, que con prólogo de Gabriel García Márquez, apareció en 1984. Este libro fue la llave para entrar a los círculos más altos del poder cubano, el de los hermanos Fidel y Raúl Castro, y convertirse en el escritor favorito del régimen.
En forma paralela comienza a viajar a Angola, acompañando a las tropas cubanas desplegadas en ese país. Fruto de esa experiencia escribe El último santuario y recibe las medallas de Combatiente Internacionalista de Primera Clase y la de Servicio Distinguido de las Fuerzas Armadas Revolucionarias. En el transcurso de 1988, acompañó a la delegación cubana que negoció los acuerdos de paz del África Austral, junto con los gobiernos de Angola, Sudáfrica, Estados Unidos y Unión Soviética.

### Exilio
Se alejó del poder en 1989 tras la llamada «Causa Número 1» (un proceso por supuesto tráfico de drogas y corrupción), que terminó con el fusilamiento de su amigo, el coronel del Ministerio del Interior Antonio de la Guardia, y del general Arnaldo Ochoa Sánchez. En 1993 intentó escapar de la isla en balsa, pero fue detenido.
Al año siguiente —después de una huelga de hambre— logró salir de Cuba gracias a la intervención directa de Gabriel García Márquez, William Kennedy, Carlos Salinas de Gortari y Felipe González y desde entonces reside Estados Unidos, en Miami y Virginia. Su biografía novelada La autobiografía de Fidel Castro, compuesta de dos volúmenes, revela las intimidades y el pensamiento del líder de la Revolución Cubana. Diversos medios de América Latina y Europa publican sus artículos.

## Libros
- Condenados de Condado, cuentos, Casa de las Américas, La Habana, 1968 (reedición: Seix Barral, Barcelona, 2000)
- Cazabandido, artículos publicados entre 1963 y 1969; Arca Editorial, Montevideo, 1970
- Posición Uno, Unión de Escritores y Artistas de Cuba, La Habana, 1982
- Hemingway en Cuba, 1984
- Nos impusieron la violencia, prólogo de Carlos Aldana; Letras Cubanas, La Habana, 1986
- Ernest Hemingway: Redescubierto, 1987
- El último santuario, 1992
- Los hijos del enemigo, 1995. En 2023 fue publicado por primera vez para versión impresa en Cuarteles de Invierno
- Dulces guerreros cubanos, ensayo, Seix Barral, Barcelona, 1999. Reeditado en 2017 por Cuarteles de invierno
- Narcotráfico y tareas revolucionarias, Universal, 2002
- La autobiografía de Fidel Castro I: El paraíso de los otros, Destino, Barcelona, 2004; II: El poder absoluto e insuficiente, Destino, Barcelona, 2007
- El último disidente, artículos; editado por Fuentes y Pedro Schwarze, 2008. En 2017 se publicó una nueva edición con correcciones y actualizaciones en Cuarteles de invierno
- Plaza sitiada, autobiográfico, Cuarteles de invierno, 2018
- La historia que fue, el arte que será, Cuarteles de invierno, 2022
- Nunca digas morir, Cuarteles de invierno, 2022